# Falda lápiz

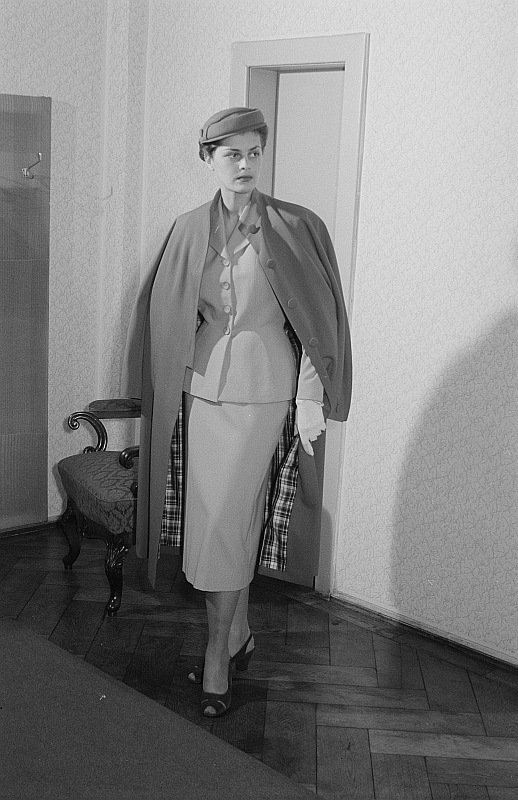
Traje con una falda lápiz; Alemania, 1954.

Una falda lápiz es una falda recta que se va estrechando hacia abajo, a diferencia de la falda tubo o recta que tiene la misma anchura en la cadera que en el dobladillo. El nombre alude a su forma, larga y esbelta como un lápiz.

## Estilo
La falda lápiz puede ser tanto una pieza separada de la ropa como parte de un traje de chaqueta. Una falda lápiz normalmente tiene abajo un corte atrás, o más raramente en los lados, ya que su forma ceñida puede restringir el movimiento de la portadora. Las faldas lápiz más modernas en tejidos elásticos no necesitan corte o abertura.
Los zapatos de tacón alto con medias o pantis son el acompañamiento clásico. Las medias de estilo retro con costura atrás recuerdan la primera falda lápiz clásica de los años 1950. Modernamente, también pueden llevarse con zapatos planos, para un aspecto más juvenil e informal propio de los años 1960. Las faldas lápiz con merceditas son en Estados Unidos el atuendo clásico de las jóvenes preppies, en contraste con las rockers.

## Historia

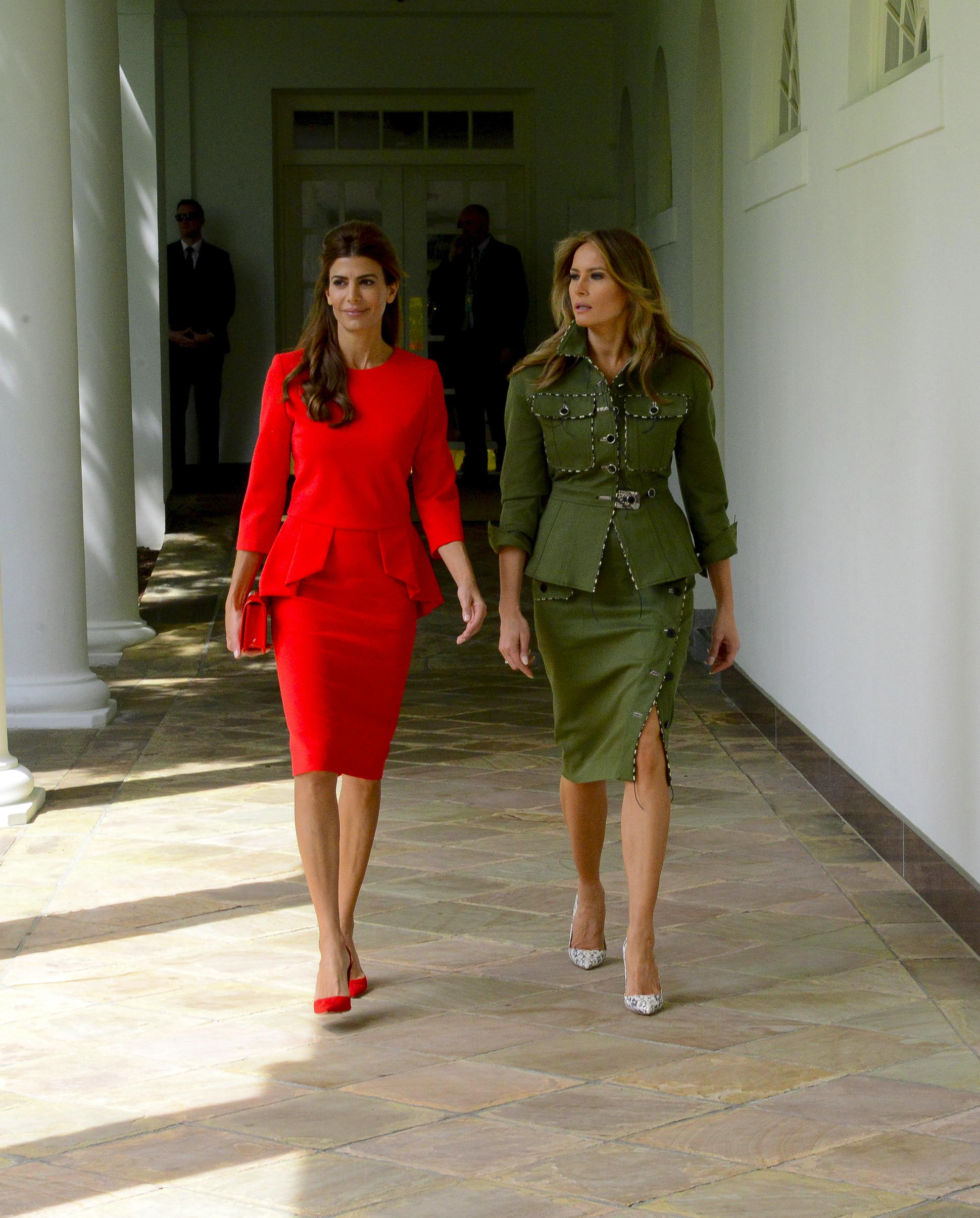
Juliana Awada y Melania Trump con faldas lápiz, 2017.

Las faldas ceñidas tienen una larga historia en la moda occidental. El predecesor de la falda lápiz es la falda trabada, una moda extravagante anterior a la Primera Guerra Mundial. Esta falda larga que se estrechaba en las rodillas dificultaba seriamente el caminar.
El diseñador francés Christian Dior introdujo la falda lápiz moderna clásica en su colección Otoño-Invierno 1954.
Al igual que luego la minifalda, la falda lápiz se hizo rápidamente muy popular, particularmente como atuendo de oficina. Este éxito se debió al deseo de las mujeres por modas nuevas tras el racionamiento de la Segunda Guerra Mundial y el clima económico austero de inicios de la Guerra Fría, cuando las telas eran caras.